# Мальяно-ди-Тенна
Мальяно-ди-Тенна (итал. Magliano di Tenna) —  коммуна в Италии, располагается в регионе Марке, в провинции Фермо.
Население составляет 1368 человек (2008 г.), плотность населения составляет 164 чел./км². Занимает площадь 8 км². Почтовый индекс — 63025. Телефонный код — 0734.
Покровителем коммуны почитается святой папа Римский Григорий Великий, празднование 12 марта.

## Демография
Динамика населения:

## Администрация коммуны
- Официальный сайт: https://web.archive.org/web/20071122002631/http://www.provincia.ap.it/Magliano_di_Tenna/